# Alberti Zsófi
Alberti Zsófi névvariáns: Alberti Zsófia (Tata, 1987. április 20. –) magyar színésznő.

## Életpályája
1987. április 20-án, Tatán született, ott is érettségizett. Gimnáziumi évei alatt kisebb szerepeket játszott Tatabányán, a Jászai Mari Színházban még Szabó Zsófiaként. (Később édesanyja vezetéknevét vette fel.) Érettségi után egy évet a Pesti Magyar Színház Színiakadémiáján töltött. A sikeres felvételi után a Színház- és Filmművészeti Egyetemen osztályvezető tanárai: Gálffi László és Ács János, illetve Börcsök Enikő voltak. Friss diplomásként 2010-ben a Jordán Tamás által vezetett szombathelyi Weöres Sándor Színházhoz szerződött, melynek 2021-ig volt tagja.

## Magánélete
- Férje: Endrődy Krisztián színész[3], közös gyermekeik: Endrődy Mihály[4] és Endrődy Luca.

## Színházi szerepeiből
- Hubay Miklós – Ránki György – Vas István: Egy szerelem három éjszakája...A virágáruslány (Jászai Mari Színház, Tatabánya 2001)
- Oroszlánkirályfi...szereplő (Jászai Mari Színház, Tatabánya 2002)
- Arnold Wesker: A konyha...Betty (Jászai Mari Színház, Tatabánya 2004)
- Kiss Márton: CUCC (Merlin Színház)
- Király Attila: "Fizess nevetve!" - Márairónia...közreműködő (Pinceszínház)
- Chloe Moss: Mr. Pöpec...Julie (Pinceszínház)
- Molnár Ferenc: Egy kettő három...Petrovics kisasszony (Pesti Színház)
- Gianina Cărbunariu: Stop the tempo...Paula (József Attila Színház)

Vizsgaelőadások, Ódry Színpad
- Ludwig Holberg: A goborló...Nelli (r.: Zsámbéki Gábor)
- Bertolt Brecht: Baal...Johanna, Maja (r.: Forgács Péter)
- Nyina Szadur: A mező (r.: Babarczy László)
- Vinnai András: Azaz...Bernadett (r.: Alföldi Róbert)
- Anton Pavlovics Csehov: Cseresznyéskert...Varja (r.: Lukáts Andor)
- Tiszántúli Emanuelle (r.: Gálffi László)

### Weöres Sándor Színház, Szombathely
- Frances Hodgson Burnett: A kis lord... Minna
- Madách Imre: Az ember tragédiája... Cluvia
- George Bernard Shaw: Pygmalion... Clara
- Molière Nők iskolája... Georgette (Arnolphe cselédje)
- Heltai Jenő: Naftalin... Patkány Etus
- John Osborne: DühöngŐ... Alison
- Bob Fosse – Fred Ebb: Chicago... Mona (Mrs. Lipschitz)
- Fukazava Hicsiro – Jeles András: Zarándokének... Tama
- William Shakespeare – Mohácsi István – Mohácsi János: Szentivánéji álom... Heléna
- William Shakespeare: Ahogy tetszik... Juci
- William Shakespeare: Vízkereszt vagy bánom is én... Olivia, fiatal grófnő
- Publius Ovidius Naso: Átváltozások... szereplő (Karneválszínház)
- Lőrinczy Attila: Könnyű préda... Yvette (egyszerű, könnyűvérű lány) (Karneválszínház)
- Bohumil Hrabal – Ivo Krobot: Szigorúan ellenőrzött vonatok... Zdenicka, távírászlány
- Dale Wasserman – Mitch Leigh – Joe Darion: La Mancha lovagja... Maritores
- Fjodor Mihajlovics Dosztojevszkij – Jeles András: A félkegyelmű... Nasztaszja Filippovna
- Weöres Sándor: Szent György és a Sárkány... Nella, piaci árusnő
- Roland Schimmelpfennig: Az arab éjszaka... Francziska Dehke
- Cudar világ – (Bakonyi Károly Mágnás Miska című műve alapján írta: Czukor Balázs és Khaled-Abdo Szaida... Marcsa
- Michael Fryan – Hamvai Kornél: Szigliget... Szabó Vera, főhadnagy
- Molnár Ferenc: Az üvegcipő... Keczeli Ilona
- Sebők Bori: Gubanc... Rózsa néni (Káva Kulturális Műhely)
- Jordi Galcerán: A Grönholm-módszer...Női hang; Luís
- Eduardo De Filippo: Nem fizetek!... Carmela
- Robert Thomas: Nyolc nő... Lousie (a szobalány)
- Tóth Ede: A falu rossza... Sári (a "makkhetes" korcsmáros neje)
- Moritz Rinke: Vineta köztársaság... Nina Seiler
- Szép Ernő: Vőlegény... Mariska
- Czukor Balázs – Surányi Nóra: Home Bank... szereplő
- Le Sage: Szerelmi üzletek... Lizett, a bárónő szobalánya
- Dennis Kelly: DNS... Lea
- David Auburn: Egy bizonyítás körvonalai... Claire
- Robert Harling: Acélmagnóliák... Shelby (a város legszebb lánya)
- Nyikolaj Vasziljevics Gogol: A revizor... Anna Anderjevna, a polgármester felesége
- Anton Pavlovics Csehov: Három Lány... Mása
- Simona Semenič: 5 fiú... Vid
- Szigligeti Ede – Mohácsi István – Mohácsi János: Liliomfi... Róza, színésznő
- Georges Feydeau: Kis hölgy a Maximból... Mme Virette
- Brian Friel: Pogánytánc... Maggie

## Filmek, tv
- Lepkelány (2018)... Janka
- A mi kis falunk (sorozat, 2020)... recepciós
- Keresztanyu (sorozat, 2022)... Laboráns nő
- A Séf meg a többiek (sorozat, 2022)... Vendég
- Drága örökösök – A visszatérés (sorozat, 2023)... Virágos kofa
- …a szomszéd tehene (sorozat, 2024) ...Mari
- Pokoli rokonok (sorozat, 2025) ...nővérke